# Kévin Anin
Kévin Anin (Le Havre, 5 luglio 1986) è un ex calciatore francese, di ruolo centrocampista.

## Biografia
Nella notte tra il 3 e il 4 giugno 2013 è vittima di un incidente con la propria auto presso Callengeville sull'autostrada A28 che ha procurato danni alla colonna vertebrale, la lesione del midollo spinale e svariate fratture alle braccia. Secondo una prima ricostruzione, il giocatore era seduto sul sedile posteriore dell'auto coinvolta, quando l'autista è stato vittima di un colpo di sonno. Operato d'urgenza, è stato posto in rianimazione presso l'ospedale di Rouen.